# بريست (مانهوا)
بريست هي مانهوا من تأليف هيونغ مين وو تدمج ما بين الويسترن والرعب الخارق للطبيعة والفنتازيا المظلمة. تم عمل فيلم أمريكي مقتبس من المانهوا عرض في عام 2011.